# Chalcoscirtus
Chalcoscirtus is een geslacht van spinnen uit de familie springspinnen (Salticidae).

## Soorten
De volgende soorten zijn bij het geslacht ingedeeld:
- Chalcoscirtus alpicola (L. Koch, 1876)
- Chalcoscirtus ansobicus Andreeva, 1976
- Chalcoscirtus atratus (Thorell, 1875)
- Chalcoscirtus bortolgois Logunov & Marusik, 1999
- Chalcoscirtus brevicymbialis Wunderlich, 1980
- Chalcoscirtus carbonarius Emerton, 1917
- Chalcoscirtus catherinae Prószyński, 2000
- Chalcoscirtus charynensis Logunov & Marusik, 1999
- Chalcoscirtus diminutus (Banks, 1896)
- Chalcoscirtus flavipes Caporiacco, 1935
- Chalcoscirtus fulvus Saito, 1939
- Chalcoscirtus glacialis Caporiacco, 1935
  - Chalcoscirtus glacialis sibiricus Marusik, 1991
- Chalcoscirtus grishkanae Marusik, 1988
- Chalcoscirtus helverseni Metzner, 1999
- Chalcoscirtus hosseinieorum Logunov, Marusik & Mozaffarian, 2002
- Chalcoscirtus hyperboreus Marusik, 1991
- Chalcoscirtus infimus (Simon, 1868)
- Chalcoscirtus iranicus Logunov & Marusik, 1999
- Chalcoscirtus janetscheki (Denis, 1957)
- Chalcoscirtus jerusalemicus Prószyński, 2000
- Chalcoscirtus kamchik Marusik, 1991
- Chalcoscirtus karakurt Marusik, 1991
- Chalcoscirtus kirghisicus Marusik, 1991
- Chalcoscirtus koponeni Logunov & Marusik, 1999
- Chalcoscirtus lepidus Wesolowska, 1996
- Chalcoscirtus lii Lei & Peng, 2010
- Chalcoscirtus martensi Żabka, 1980
- Chalcoscirtus michailovi Logunov & Marusik, 1999
- Chalcoscirtus minutus Marusik, 1990
- Chalcoscirtus molo Marusik, 1991
- Chalcoscirtus nenilini Marusik, 1990
- Chalcoscirtus nigritus (Thorell, 1875)
- Chalcoscirtus paraansobicus Marusik, 1990
- Chalcoscirtus parvulus Marusik, 1991
- Chalcoscirtus picinus Wesolowska & van Harten, 2011
- Chalcoscirtus platnicki Marusik, 1995
- Chalcoscirtus pseudoinfimus Ovtsharenko, 1978
- Chalcoscirtus rehobothicus (Strand, 1915)
- Chalcoscirtus sublestus (Blackwall, 1867)
- Chalcoscirtus talturaensis Logunov & Marusik, 2000
- Chalcoscirtus tanasevichi Marusik, 1991
- Chalcoscirtus tanyae Logunov & Marusik, 1999
- Chalcoscirtus vietnamensis Żabka, 1985
- Chalcoscirtus yinae Lei & Peng, 2010
- Chalcoscirtus zyuzini Marusik, 1991